# Saber Marionette
Saber Marionette est un ensemble de séries d'anime.
Elle comprend:
- Saber Marionette R, OVA de 3 épisodes
- Saber Marionette J, série de 25 épisodes
- Saber Marionette J Again, OVA de 6 épisodes, suite de J
- Saber Marionette J to X, série de 25 épisodes, suite de J Again

## Résumé
Après un incident sur le vaisseau de colonisation Mesopotamia, orbitant autour de la lointaine planète Terra II, six explorateurs se retrouvent à la surface, démunis. De plus ce sont tous des hommes. Malgré leur technologie, ils ne peuvent manipuler suffisamment leur génome pour donner naissance à des femmes. Utilisant leur science, ils décident alors de se cloner pour coloniser la planète. Trois cents ans plus tard, six villes se sont développées, toutes peuplées de clones de ces hommes. Clones diversifiés, mais tous mâles. Pour compenser l'absence de femmes, des robots, appelés « marionettes » (en anglais/ marionnettes en français), ont été mis au point. De forme féminine, ils sont totalement dépourvus d'émotions et de sentiments. L'histoire de Saber Marionette J commence lorsque Otaru, jeune habitant de la ville de Japoness, active par accident une marionnette qui commence par lui sauter au cou en lui disant qu'elle l'aime.